# Kacyk ochrowy
Kacyk ochrowy (Icterus oberi) – gatunek średniej wielkości ptaka z rodziny kacykowatych (Icteridae). Występuje na Montserracie, jest jedynym ptasim endemitem tej wyspy. Narażony na wyginięcie.

## Taksonomia
Po raz pierwszy gatunek opisał George Newbold Lawrence w 1880 na łamach Proceedings of the U.S. National Museum. Oprócz holotypu odłowił jeszcze 6 innych okazów. Zostały przekazane do Muzeum Historii Naturalnej w Waszyngtonie. Autor nadał nowemu gatunkowi nazwę Icterus oberi. Nazwa jest obecnie (2020) podtrzymywana przez Międzynarodowy Komitet Ornitologiczny (IOC); uznaje on kacyka ochrowego za gatunek monotypowy. Dawniej niektórzy autorzy uznawali kacyka ochrowego i kacyka złotobrzuchego (I. laudabilis) za jeden gatunek.

## Morfologia
Długość ciała wynosi około 21 cm, masa ciała samca 36–39 g, samicy 31,5–35,8 g. Występuje dymorfizm płciowy w upierzeniu. U samca głowa, szyja, górna część piersi, grzbiet, skrzydła i sterówki czarne. Brzuch oraz pokrywy podogonowe mają barwę jasnokasztanową. Pióra u nasady są jasnożółte, ale cecha ta nie jest widoczna podczas obserwacji. Nogawice żółte z kasztanowym nalotem. U samicy pióra wierzchu ciała są matowe, oliwkowozielone, z żółtym nalotem; stają się coraz bardziej żółte w kierunku kupra. Sterówki żółtozielone. Lotki brązowoczarne, te I i II rzędu mają szarożółte krawędzie, a III rzędu – żółtobrązowe. Pokrywy skrzydłowe ciemnobrązowe z płowymi krawędziami. Widoczna żółta krawędź skrzydła. Spód ciała matowy, ciemnożółty, przy czym pierś i pokrywy nadogonowe są w cieplejszym odcieniu. Boki oliwkowozielone. U ptaków obu płci dziób czarny, z wyjątkiem boków górnej szczęki do około połowy długości, które są niebieskawe.

## Zasięg występowania
Kacyk ochrowy występuje na Montserracie. BirdLife International szacuje pozostały zasięg na 10 km². Jedyny ptasi endemit wyspy.

## Ekologia i zachowanie
Kacyki ochrowe zamieszkują większość lasów na wysokości 150–900 m n.p.m., ale największe zagęszczenie osiągają w bardziej wilgotnych i wyżej położonych lasach, a w tych bardzo suchych nie występują. Niekiedy pojawiają się na granicach obszarów rolniczych i plantacji bananowców, ale prawdopodobnie są to ptaki wyłącznie leśne. Żerują w obrębie każdego z piętr lasu, jednak głównie w podszyciu; ich pożywieniem są głównie bezkręgowce, okazjonalnie owoce i nektar.

### Lęgi
Okres lęgowy trwa od marca do sierpnia, jednak ramy czasowe zależą prawdopodobnie od pory deszczowej. Gniazdo zwykle przytwierdzone jest do liści Heliconia caribbaea, ale kacyki ochrowe używają także liści bananowców. Zniesienie liczy zazwyczaj 2 lub 3 jaja. Pary, którym nie powiódł się lęg, mogą podjąć łącznie do 5 prób wyprowadzenia lęgu. Sporadycznie dana para może z powodzeniem wyprowadzić 3 lęgi danego roku.

## Status
IUCN uznawała kacyka ochrowego za gatunek krytycznie zagrożony (CR, Critically Endangered) wyginięciem nieprzerwanie od 2000 do 2016 roku, kiedy status gatunku zmieniono na VU (Vulnerable, narażony). Erupcje wulkaniczne w latach 1995–1997 doprowadziły do całkowitego zniknięcia kacyków ochrowych ze wzgórz Soufrière i South Soufrière. W latach 1998–2000 aktywność wulkaniczna straciła na sile, jednak populacja tych kacyków dalej zmniejszała się. Prawdopodobną przyczyną była zmniejszona liczebność bezkręgowców i osłabienie zdrowia ptaków przez pył wulkaniczny. Obserwacje gniazd z pomocą kamer wykazały, że drapieżnikami lęgów tych kacyków są szczury oraz łuskopióry żółtodziobe (Margarops fuscatus). Ponadto z wyników badania prowadzonego w latach 1998–2005 (275 gniazd) wynika, że sukces lęgowy wynosił wówczas jedynie 29%, a za 87% niepowodzeń w wyprowadzeniu lęgu odpowiadało drapieżnictwo ze strony szczurów albo wspomnianych przedrzeźniaczy. Pojawienie się obcych dla Montserratu drzew owocowych mogło przyczynić się do zwiększenia populacji łuskopiórów żółtodziobych. Za zmniejszoną liczbę lęgów i mniejsze zniesienia w 2001 i 2003 mogły odpowiadać susze.